# Pferdehandel

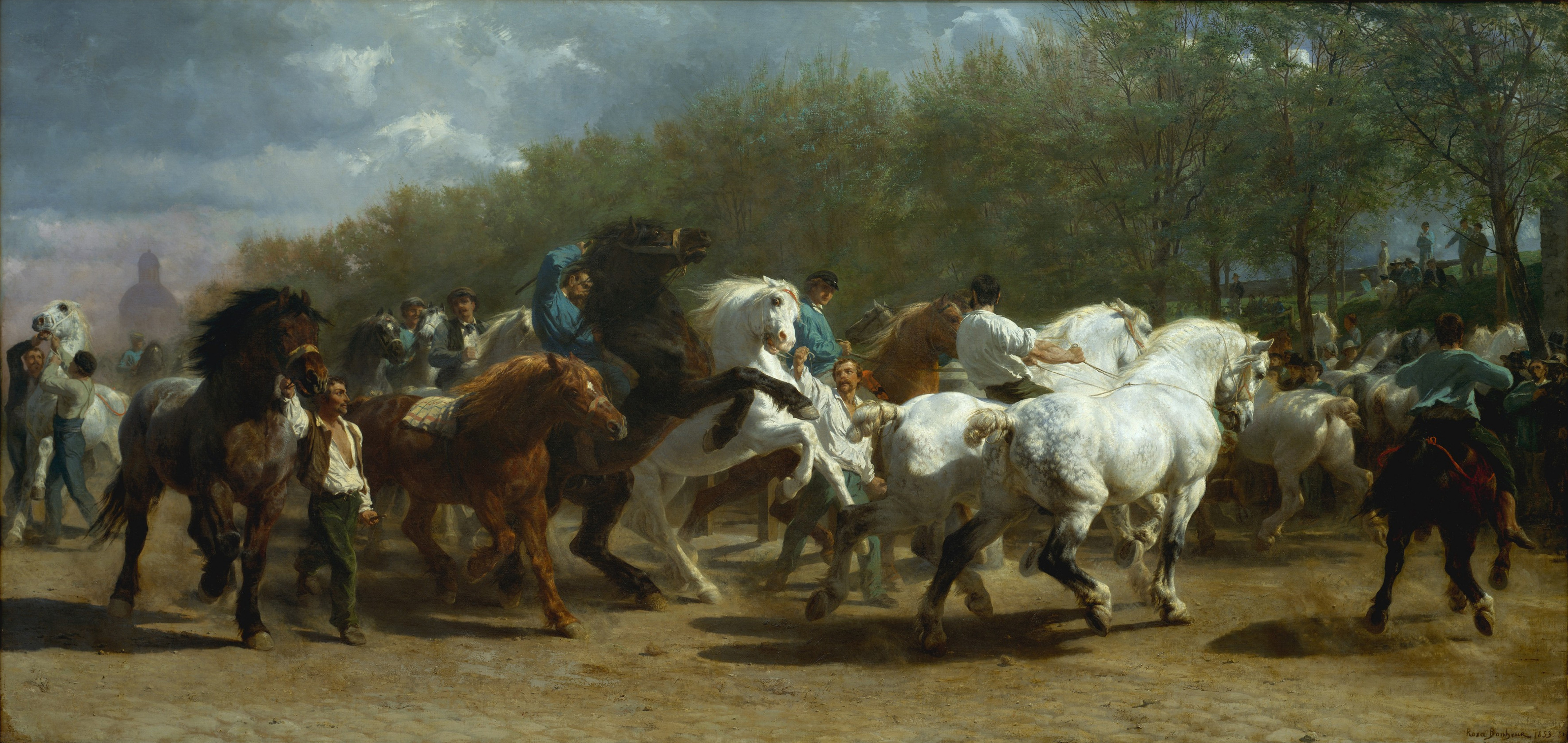
Pferdemarkt in Paris, Rosa Bonheur, etwa 1852/55

Pferdehandel ist der Kauf und Verkauf von Pferden. Es ist ein Teilbereich des Viehhandels.
Heute wird beim Pferdekauf ein Kaufvertrag und eine Ankaufsuntersuchung empfohlen. Beim traditionellen Pferdekauf per Handschlag gelten, soweit nichts anderes vereinbart wurde, die gesetzlichen Regelungen, jedoch sind Verträge per Handschlag anfällig für Missverständnisse.
Pferde können direkt beim Züchter, privat über Anzeigen (gedruckt oder online), bei Auktionen, auf einem Pferdemarkt, bei einem spezialisierten Pferdehändler oder bei einem Ausbildungs- und Handelsstall gekauft werden. Viele Zuchtverbände unterstützen ihre Züchter beim Verkauf der Nachzucht. Junge Pferde werden meistens als Absetzer, Jährling oder Dreijährige verkauft. Dreijährige sind häufig noch roh. Vierjährige sind meistens schon eingeritten.

## Eignung und Preise
Der Preis für ein dreijähriges Pferd beinhaltet die Haltung des Jungpferdes über drei Jahre, die Haltung der Mutterstute über mindestens ein Jahr, die Decktaxe und weitere Nebenkosten wie Schmied, Tierarzt, Eintragungen beim Zuchtverband, Zuchtschauen sowie Vermarktungskosten. Die Kosten für 4 Jahre Pferdehaltung bedingen, dass ein verantwortungsvoll gezogenes Jungpferd eine erhebliche Summe kostet, auch wenn es sich um ein normales Freizeit-Pferd, wie beispielsweise einen Freiberger handelt. Bei Vierjährigen kommen die Kosten für ein zusätzliches Jahr Reitpferdehaltung und Pferdeausbildung hinzu.
Käufer, welche die Unkosten für eine verantwortungsvolle Zucht scheuen, suchen oftmals nach günstigen Angeboten, die nicht immer seriös sind, oder sehen sich auf dem Markt für Schlachtpferde um. Es gibt zahlreiche Organisationen, die sich die Schlachtpferderettung auf die Fahnen geschrieben haben. Diese verkaufen die Schlachtpferde mitunter über dem Schlachtpreis und sind auf diese Weise profitabel. Ehemalige Schlachtpferde sind häufig krank und deshalb unreitbar, stammen nicht aus einer verantwortungsvollen Zucht, sind schlecht ausgebildet oder sind schlecht gehalten worden. Es kommt vor, dass ehemalige Sportpferde mit Schutzvertrag als Beistellpferd oder Zuchtstute abgegeben werden und entgegen der Schutzvereinbarung an einen Schlachthof oder als Reitpferd verkauft werden.
Im Rennsport werden jedes Jahr zahlreiche Vollblüter ausgemustert, weil sie ihren Leistungshöhepunkt überschritten haben oder nicht erfolgreich genug waren, und sie sind meist vergleichsweise preisgünstig. Dabei ist jedoch zu bedenken, dass diese Pferde eine gründliche Ausbildung benötigen und dass Vollblüter in der Regel temperamentvoller als Warmblüter sind und nicht für alle Freizeitreiter geeignet sind.
Die Eignung eines Pferdes für eine bestimmte Aufgabe wird von Rasse, Abstammung, Gebäude, Charakter, Alter, Geschlecht, Gesundheit, eventuellen Untugenden, wie Weben, Koppen, Headshaking oder positiven Eigenschaften wie Verkehrssicherheit, verladefromm, schmiedefromm, Trächtigkeit bei einer Zuchtstute oder Schussfestigkeit bei einem Polizeipferd beeinflusst. Weitere Faktoren sind die Qualität der Grundgangarten, die Veranlagung zum Springen, Schnelligkeit, besondere Zuverlässigkeit für Therapiepferde oder Fahrpferde, Ausdauer oder große Kraft bei Arbeitspferden. Von Bedeutung ist der Ausbildungsstand des Pferdes und seine Herkunft, Aufzucht beziehungsweise seine Vorgeschichte, beispielsweise ob das Pferd aus einem Schulbetrieb, aus dem Sport, von der Rennbahn kommt, kürzlich importiert worden ist, häufig den Besitzer gewechselt hat und wie es bisher gehalten wurde (Hufbeschlag, Fütterung, Schur, Eindecken, Offenstall).

## Verkaufsställe und Ausbildungs- und Handelsställe
Das Geschäftsmodell von Ausbildungs- und Handelsställen besteht darin, junge Pferde zu kaufen, auszubilden, auf ersten Turnieren vorzustellen und anschließend zu verkaufen. Andererseits gibt es Pferdehändler mit Verkaufsställen, bei denen die Verkaufspferde nur relativ kurze Zeit verbleiben.
Beim Einkauf und beim Verkauf von Pferden sind unterschiedliche Fähigkeiten gefragt. So muss ein Einkäufer Pferde sehr gut beurteilen können und ihren Wert einschätzen können. Beim Verkauf ist es dagegen wichtig zu erkennen, welcher Käufer zu welchem Pferd passt, und zu überzeugen.
In der Schweiz benötigen Pferdehändler ein Pferdehandelspatent, das zum Pferdehandel in der ganzen Schweiz berechtigt und alle drei Jahre erneuert werden muss. Voraussetzung dafür ist der Besuch von Fortbildungen. Dabei wird zwischen gewerbsmäßigem Pferdehandel und dem normalen Bestandswechsel unterschieden.

## Internationaler Pferdehandel
Der Import und Export von Pferden ist aufgrund von Transportkosten für die lebende Fracht, Ein- und Ausfuhrbestimmungen und Verzollung vergleichsweise aufwendig. In manchen Ländern gibt es ein Kontingent für die Einfuhr von Pferden, beispielsweise in der Schweiz. In manche Länder dürfen keine Pferde importiert werden, beispielsweise nach Island. Aus manchen Ländern dürfen keine Pferde exportiert werden, beispielsweise den Färöer. Auch können gesundheitliche Aspekte ein Hindernis darstellen, beispielsweise das Sommerekzem, das gehäuft bei Isländern auftritt, die aus dem nordischen Ursprungsland in die gemäßigten Breiten überführt werden. Bei wertvollen Sport- oder Rennpferden fallen diese Kosten jedoch weniger ins Gewicht. Bei durchschnittlichen Pferden gibt es verschiedene Gründe für den internationalen Handel. Beispielsweise die günstigen Aufzuchtkosten in Süd- oder Osteuropa oder der Kundenwunsch ein Rassepferd aus dem Ursprungsland zu besitzen, wie beispielsweise einen Isländer oder einen Original-Araber.

## Auktionen und Online-Vermarktung

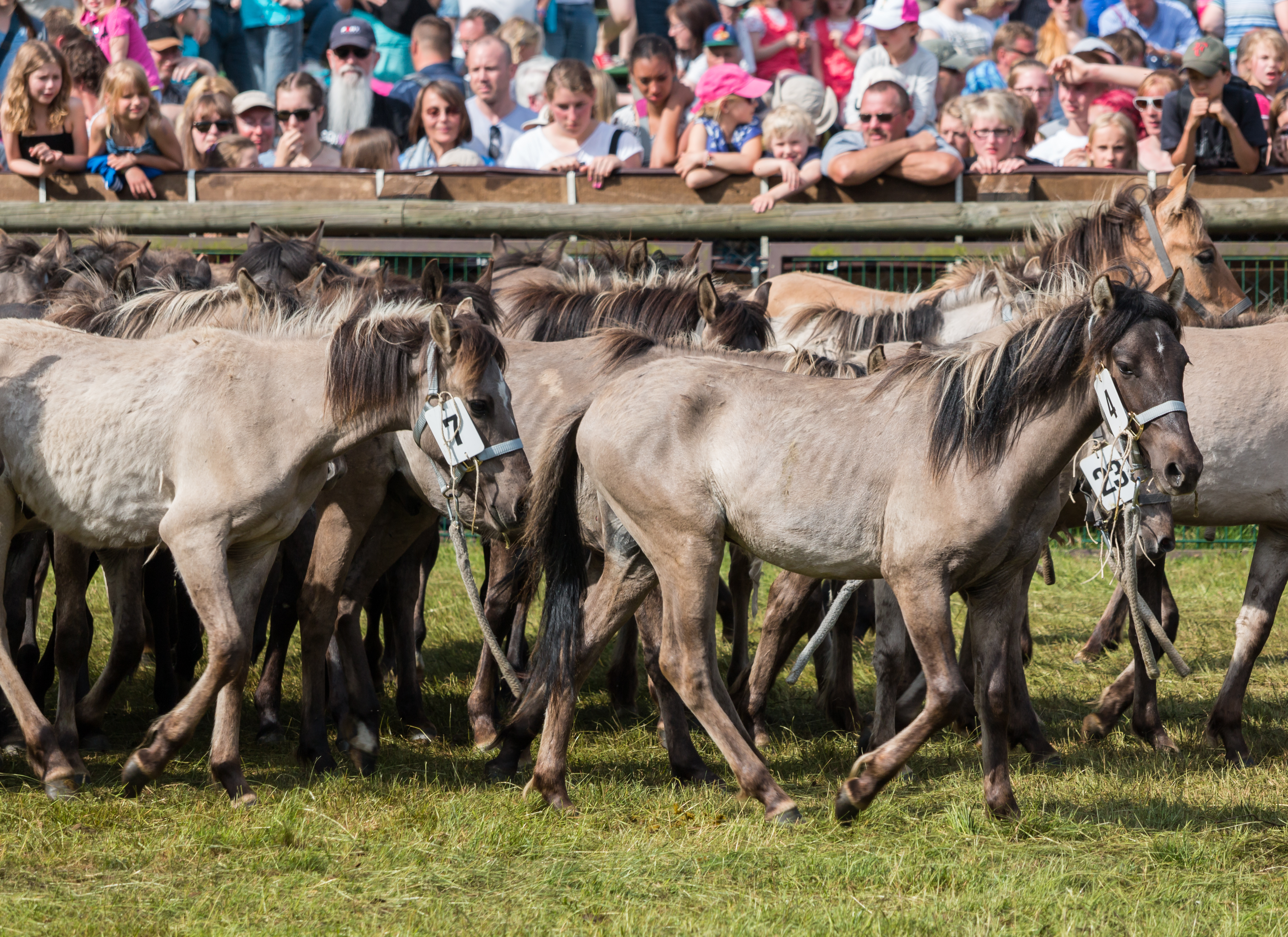
Jährlinge bei der Auktion, Merfelder Bruch, Dülmen, 2014

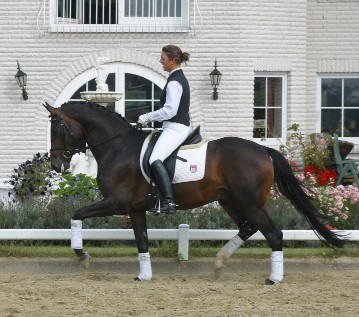
Trakehner Reithengst, Auktion Neumünster, 2004

Zahlreiche Pferde werden über Auktionen verkauft. Ein Beispiel sind die Dülmener Wildpferde vom Merfelder Bruch.
So veranstalten deutsche Landgestüte Auktionen für junge Pferde ihres Zuchtverbandes. Das Haupt- und Landgestüt Marbach veranstaltet beispielsweise im Anschluss an die Hengstleistungsprüfung im Frühjahr eine Auktion, bei der junge Pferde aus der Landeszucht und die weniger erfolgreichen Teilnehmer der Hengstleistungsprüfung verkauft werden.
In Brandenburgischen Haupt- und Landgestüt Neustadt/Dosse wird die Körung im Herbst bei einer Veranstaltung mit Namen Schaufenster der Besten durchgeführt. Im Anschluss an die Körung findet eine Hengstauktion statt.
Im Landgestüt Moritzburg gibt es eine Verkaufspferdewoche für junge Pferde der Rasse Deutsches Sportpferd.
Die Pferdezuchtverbände organisieren zahlreiche Auktionen, beispielsweise das Westfälische Pferdestammbuch, die Verdener Auktion, bei der Hannoveraner verkauft werden und die Auktionen des Oldenburger Pferdezuchtverbands in Vechta.
Es gibt auch private Auktionen, wie die internationale Sportpferde-Auktion PSI Sales in Ankum und die PS-Online-Auktionen, bei denen Junge Springpferde, Dressurpferde, Hengste und Fohlen verkauft werden, darunter auch Pferde vom Gestüt Lewitz. Es gibt auch Hybrid-Auktionen, bei denen sowohl vor Ort, als auch Online geboten werden kann.
In der Schweiz organisiert der Zuchtverband CH-Sportpferde (ZVCH) zusammen mit regionalen Veranstaltern dezentrale Verkaufsschauen für eingetragene Schweizer Sportpferde und beteiligt sich an der Organisation von Fohlenauktionen. Der Verein Schweizer Sportpferd (VSS) organisierte 2020 aufgrund der COVID-19-Pandemie seine erste Online-Fohlenauktion. Der Schweizerische Freibergerverband bietet eine Online-Verkaufliste für Freiberger an.
In Österreich veranstaltet der Fohlenhof Ebbs in Tirol alljährlich im Herbst eine Fohlenauktion für Haflinger. Auch gibt es von der Zentralen Arbeitsgemeinschaft Österreichischer Pferdezüchter (ZAP) ein Online-Verkaufspferdeportal für in Österreich eingetragene Zuchtpferde.
Im Rahmen des Winter Equestrian Festival in Florida findet seit 2021 alljährlich eine Sportpferdauktion statt. Es kann jeweils auf rund ein Dutzend Pferde des niederländischen KWPN Gestüts VDL Stud aus Beers (Friesland) geboten werden. 2023 wurden 14 Pferde für 2,6 Mio. $ verkauft, was einem Durchschnittspreis von rund 190 000 $ entspricht.

## Handel mit Vollblutpferden
Vollblüter für den Pferderennsport werden in Deutschland beispielsweise über die BBAG Sales vermarktet, die von der Baden-Badener Auktionsgesellschaft organisiert werden. Je nach Abstammung können schon auf Jährlingsauktionen hohe Preise erzielt werden.

## Pferdemärkte

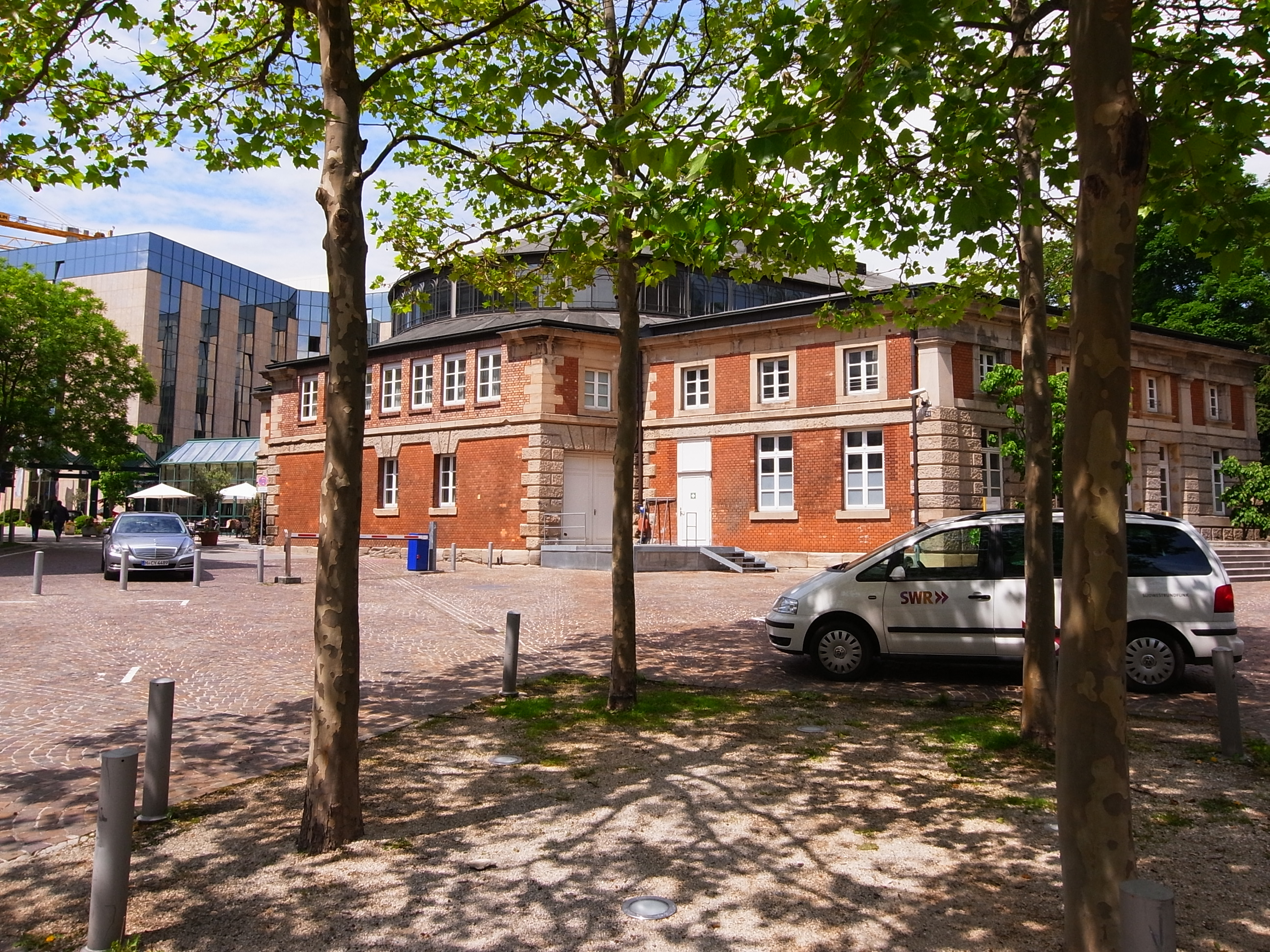
Die Alte Reithalle, Stuttgart

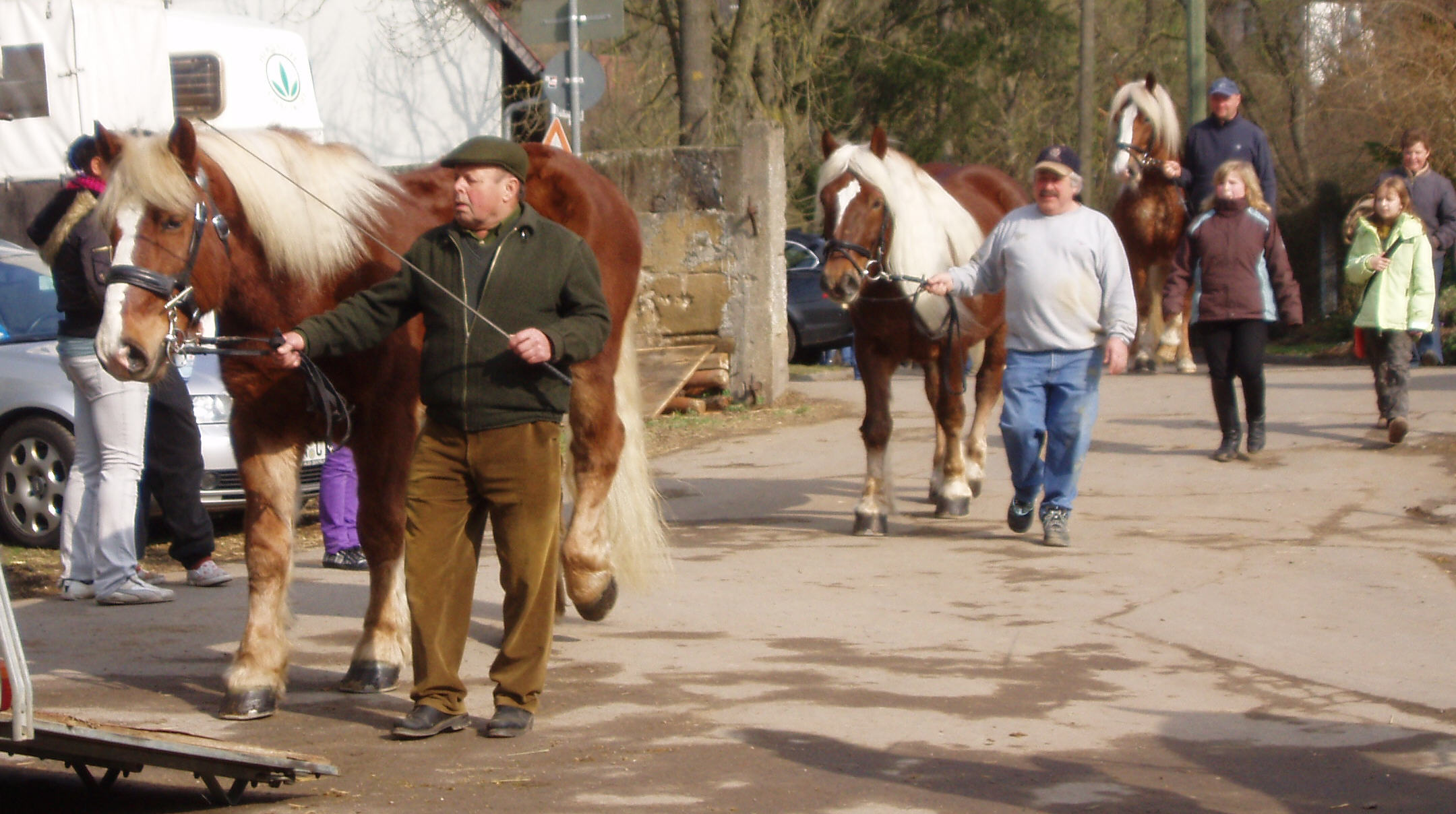
Schwarzwälder Kaltblüter auf dem Pferdemarkt Heilbronn, 2008

Kalter Markt Festumzug, Ellwangen, Januar 2006

In allen Orten mit Marktrecht, den Marktgemeinden, gab es Märkte. Viele davon waren Pferdemärkte, deren Plätze, Bauwerke oder Veranstaltungen in einigen Orten noch erhalten sind. Vieh- und Pferdemarktplätze waren Spezialmärkte, die bei größeren Städten meist etwas außerhalb lagen.

### Irland
Das irische Connemara Pony Festival in Clifden ist eine Zuchtschau und ein Pferdemarkt für Connemara-Ponys im August, das seit 1924 besteht. Es wurde ursprünglich in Roundstone und seit 1947 in Clifden durchgeführt. Alljährlich werden rund 400 Pferde verkauft. Es wird von der Connemara Pony Breeders Society veranstaltet.

### Niederlande
Der Pferdemarkt Hedel findet jährlich am ersten Montag nach dem 1. November in Hedel statt und ist einer der größten Pferdemärkte der Niederlande. Es gibt auch einen Wochenmarkt und eine Kirmes.
Der Zuidlaardermarkt ist ein Viehmarkt im niederländischen Zuidlaren im Oktober. Seit der Maul- und Klauenseuche 2001 gibt es hier keine Rinder mehr, sondern in erster Linie Pferde. Bei niederländischen, deutschen und belgischen Pferdehändlern ist der Pferdemarkt sehr populär geworden. Die Geschichte des Zuidlaardermarkt geht bis ins 12. Jahrhundert zurück, der erste Markt fand im Jahr 1200 statt.

### Deutschland
Der Gerhart-Hauptmann-Platz ist der ehemalige Pferdemarkt in der Hamburger Altstadt. Vom Mittelalter bis zum 17. Jahrhundert wurden hier Pferdemärkte abgehalten. Dann wurde der Pferdehandel auf den Neuen Pferdemarkt verlegt.
Die Alte Reithalle in Stuttgart ist ein bedeutendes Denkmal der Stahlarchitektur des 19. Jahrhunderts, das für den städtischen Pferdemarkt gebaut wurde.
Beim fünftägigen Brokser Heiratsmarkt in Bruchhausen-Vilsen im Landkreis Diepholz findet immer am letzten Markttag, dem letzten Dienstag im August der Pferdemarkt statt. In Soest findet bei der Allerheiligenkirmes ist der Pferdemarkt am Donnerstag.
Der Pferdemarkt der Cranger Kirmes findet am Donnerstag vor der Kirmes statt.
Der Fohlenmarkt in Sinsheim wird jährlich eine Woche vor Pfingsten abgehalten. Der Markt beginnt an Christi Himmelfahrt und dauert fünf Tage. Im Umfeld des Fohlenmarktes finden Reitturniere und Verbandspferdeschauen statt. In jüngerer Zeit gab es wieder ein stärkeres Angebot an Pferden, nun jedoch weniger kaltblütige Arbeitspferde, sondern überwiegend Württemberger als Reitpferde. Den Heilbronner Pferdemarkt gibt es seit 1770. Der Kalte Markt in Ellwangen, ist zwar aus einem Pferdemarkt entstanden, es werden jedoch keine Pferde mehr gehandelt. Anlässlich des Kalten Markts findet heute unter anderem eine Pferdeprämierung, ein Reiterumzug und eine Reitsport-Verkaufsmesse statt.
Auch beim Mannheimer Maimarkt werden keine Pferde mehr gehandelt. Jedoch findet seit 1964 das inzwischen international ausgeschriebene Maimarkt-Turnier statt.
Beim Leonberger Pferdemarkt gibt es Seminare für Therapeutisches Reiten und Reitlehrer, eine Hippologische Fachtagung mit prominenten Referenten aus dem Pferdesport und ein Schaureiten der Reitvereine im Reiterzentrum. Im alten Reiterstadion wird für Kleinpferde eine Prämierung mit Showprogramm und ein Gespannwettbewerb durchgeführt. Am Dienstagmorgen findet auf dem Marktplatz der traditionelle Pferdehandel statt. Später werden im Reiterstadion die Großpferde prämiert und ein Gespannwettbewerb ausgetragen. Höhepunkt ist der große Festumzug am Nachmittag mit circa 100 Wagen und Gruppen. Der Mathaisemarkt ist ein traditionsreiches Frühlingsfest in Schriesheim bei Heidelberg. Die um 1960 abgebrochene Tradition eines Pferdemarktes wurde in den 1980er Jahren wieder aufgenommen.
Beim Lukasmarkt in Mayen im rheinland-pfälzischen Landkreis Mayen-Koblenz findet der Pferdemarkt dienstags auf dem Viehmarktplatz in der Polcher Straße statt. Das Programm zeigt einen Überblick über die Pferdewelt.
Der Kaltblut-Fohlenmarkt Rottenbuch auf der Fohlenwiese ist der größte Kaltblut-Fohlenmarkt Deutschlands. Dort wird seit 1558 ein Pferdemarkt veranstaltet.
Beim Barthelmarkt im bayerischen Oberstimm findet der Rossmarkt (Pferde- und Fohlenmarkt) am Montagmorgen („Barthelmarktmontag“) statt.
Der Münchner Pferdemarkt fand ab 1883 auf dem Areal oder in der Nachbarschaft des Schlacht- und Viehhof München statt und wurde ursprünglich zwei Mal wöchentlich abgehalten. Seit den 1970er Jahren wird der Pferdemarkt nur noch einmal monatlich, am ersten Samstag des Monats veranstaltet. Inzwischen wurde der Münchner Pferdemarkt nach Ingolstadt verlegt und heißt also Pferdemarkt Ingolstadt.

### Schweiz
Der Marché-Concours national de chevaux ist eine jährlich stattfindende Schau für Freiberger-Pferde mit einem Pferderennen und einem Pferdemarkt in Saignelégier, Kanton Jura, Schweiz. Die Veranstaltung ist die zentrale Bühne der Freiberger Pferdezucht. Der Marché-Concours national des chevaux wurde zum ersten Mal vom 28. bis 30. August 1897 vom Bauernverband der Freiberge organisiert.

### Italien
Der Musterplatz (italienisch Piazza della Mostra) ist ein Platz mitten im Altstadtbereich der Südtiroler Landeshauptstadt Bozen. Seinen Namen verdankt er seiner frühneuzeitlichen Funktion als Ort der militärischen Musterung. Geschichtlich wird der Musterplatz erstmals um 1450 urkundlich genannt. Er fungierte damals als Pferdemarkt, wie eine landrechtliche Verfügung belegt, wonach niemand im Stadtbereich Pferde vorführen solle als „auf der rechten Musterstadt“. Wenig später, um 1470/80, ist der heutige Name als „auff der Muster in der stat Potzen“ und „die gmain Muster“ ausdrücklich bezeugt.

### Polen
1433 erteilte König Władysław II. Jagiełło dem Dorf Skaryszew das Marktprivileg für einen großen Pferdemarkt im Jahr. Der Pferdemarkt Skaryszew ist heute der größte seiner Art in Polen. Auch der Stettiner Roßmarkt und die Schlopper Pferdemärkte waren von Bedeutung.

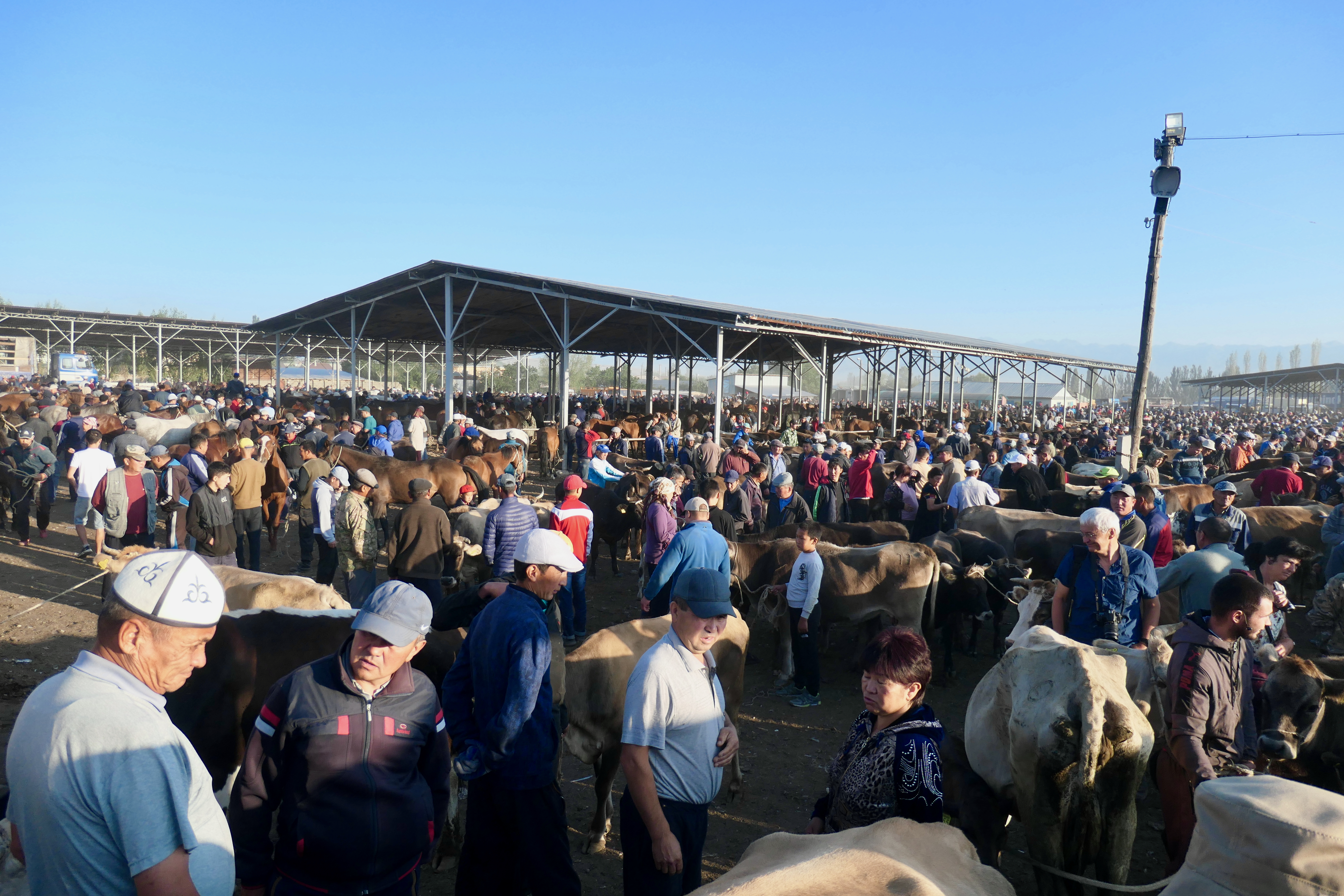
Viehmarkt von Karakol, 2019

### Kirgisistan
Pferdehaltung ist in Kirgisistan weit verbreitet. Der Viehmarkt von Karakol ist ein regelmäßig, jeweils an Sonntagen stattfindender Viehmarkt in der kirgisischen Stadt Karakol, auf dem insbesondere mit Schafen und Pferden gehandelt wird.

### Indien
In Sonpur findet alljährlich im November und Dezember der größte Viehmarkt in Indien, der Viehmarkt von Sonpur statt. Neben Pferden werden dort Rinder, Schafe, Ziegen, Geflügel und Kamele gehandelt. Auf dem Kamelmarkt von Pushkar werden zahlreiche Pferde gehandelt.

## Geschichte

### Europa
Das Pferd war das wertvollste Tier in der Landwirtschaft, es hatte einen Wert von rund vier Kühen. Beim Pferdehandel stand viel auf dem Spiel. Deshalb wurde in Norwegen schon im 13. Jahrhundert im Frostathingslov die Gewährleistung beim Pferdekauf festgelegt.
Der Sachsenspiegel von Eike von Repgow, entstanden zwischen 1220 und 1235, enthält im Dritten Buch zum Landrecht Bestimmungen zum Pferdehandel. Beispielsweise schließt ein Verkäufer vor zwei Zeugen die Gewährschaft für ein verkauftes Pferd aus.
Das Alter eines Pferdes kann mit Hilfe der Zähne abgeschätzt werden. Daher stammt das Sprichwort Einem geschenkten Gaul schaut man nicht in Maul, das es in vielen Sprachen gibt (z. B. Spanisch: A caballo regalado no le mires el diente) und schon um 1500 von Erasmus von Rotterdam in seinem Werk Adagia auf Lateinisch bezeugt ist (Equi dentes inspicere donati).
Manche Pferdehändler galten als Rosstäuscher. Streitigkeiten im Zusammenhang mit dem Pferdehandel sind seit dem Mittelalter in Prozessakten vielfach bezeugt. Auch der englische Begriff horse trading kann „Kuhhandel“ im metaphorischen Sinn eines zwielichtigen Tauschgeschäfts meinen.

### Deutschland
Im Allgemeinen Landrecht für die Preußischen Staaten von 1794 befasst sich § 205 mit den Gewährsmängeln bei Pferden: Eine gleiche Vermuthung gilt von Pferden, bey welchen sich Dämpfigkeit, Herzschlägigkeit, Kaude, wahre Stätigkeit („Pertinacia“), schwarzer Staar, Mondblindheit und Rotz innerhalb Vier Wochen nach der Uebergabe hervorthun.
In Deutschland wurden zum Schutz der Käufer und Verkäufer die Gewährsmängel in der Kaiserlichen Verordnung betreffend die Hauptmängel und Gewährfristen beim Viehhandel vom 27. März 1899 und BGB festgeschrieben. Wenn sich ein Gewährsmangel innerhalb von 14 Tagen nach dem Kauf zeigte, konnte der Käufer Rückabwicklung des Kaufes verlangen.
Mit dem Aufkommen der Eisenbahn im 20. Jahrhundert wurde es möglich, Pferde über weite Strecken zu transportieren, und der Handel nahm Aufschwung.

#### Zuchtpferdehandel in Deutschland um 1900
Es wurde meistens mit Hengsten, seltener mit Stuten gehandelt. Um 1900 fand der Zuchtpferdehandel hauptsächlich in Handelsställen statt und nicht mehr auf öffentlichen Märkten. Es gab Bestrebungen, den Zuchtbestand zu verbessern und Zuchthengste mussten aus den Zuchtgebieten beschafft werden, die in der jeweiligen Zuchtrichtung führend waren. Dazu bedurfte es der Vermittlung von Händlern, welche die Züchter in den Ursprungsgebieten kannten. Es gab einen lebhaften inländischen Handel mit Zuchtpferden von Ost- und Westpreußen, Mecklenburg, Schleswig-Holstein, Hannover und Oldenburg nach den übrigen Landesteilen.
Nachdem die Einfuhr von holländischen Zuchttieren verboten wurde, beschränkte sich der deutsche Zuchttierhandel zu dieser Zeit im Wesentlichen auf das Inland. Nur eine kleine Zahl von Hengsten wurde aus England eingeführt, außerdem gab es Handel mit Amerika, Österreich-Ungarn und Belgien.

#### Gebrauchspferdehandel in Deutschland um 1900
Um 1900 geschah die Versorgung Deutschlands mit Reit- und leichten Wagenpferden in erster Linie von Ostpreußen aus, das insbesondere der Armee leistungsfähige Reitpferde liefert.
Oldenburg, Mecklenburg, Hannover und Schleswig-Holstein produzierten edle und schwerere Kutschpferde, Posen ein weniger edles Zugpferd und der Westen und Süden das Kaltblut.

### Norwegen

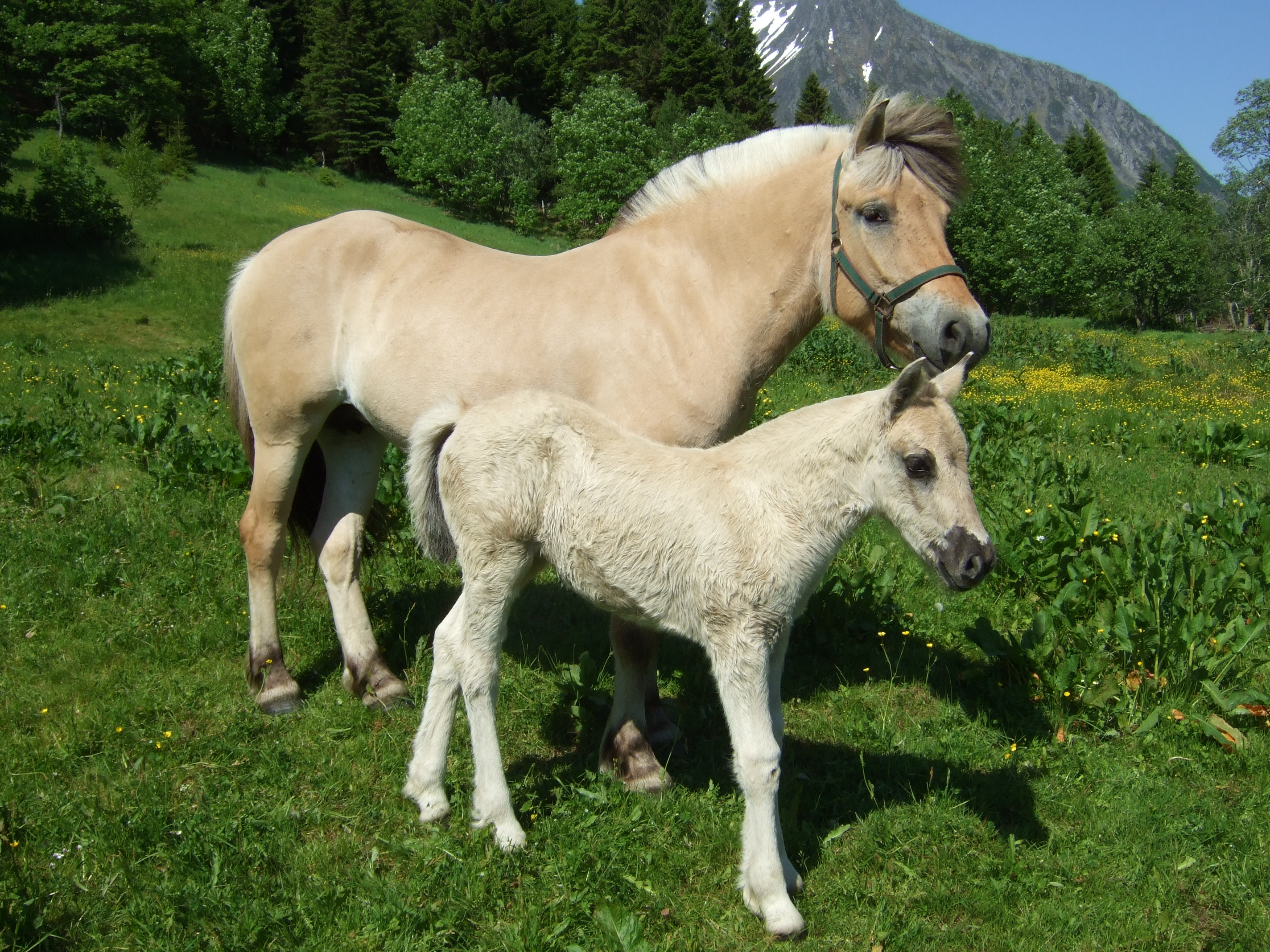
Norweger-Stute mit Fohlen

Die norwegische Volkszählung von 1900 listet rund 240 professionelle Pferdehändler auf.
In Westnorwegen wurden Pferde gezüchtet und nach Ostnorwegen und Schweden verkauft. In Westnorwegen war es aufgrund geeigneter Weideflächen günstiger, Pferde zu züchten als im Osten. Dort war dagegen der Bedarf an Arbeitspferden für Forstwirtschaft, Landwirtschaft und Verkehr groß, die Pferdezucht hingegen weniger rentabel.
Für ihre Pferdezucht waren vor allem die Provinzen Sogn og Fjordane sowie Møre og Romsdal bekannt. Junge Pferde wurden meist vierjährig von Pferdehändlern aufgekauft und nach Osten gebracht.
Die Pferdehändler lebten meist in Westnorwegen, zwischen den Pferdezuchtdörfern und den Märkten in Ostnorwegen und mussten über etwas Kapital verfügen. Im Frühjahr machten sie eine Runde und kauften junge Pferde, die Pferde wurden abgeholt und verbrachten den Sommer auf den Weiden im Hochgebirge, bevor sie auf den Markt gebracht oder unterwegs verkauft werden. Pferde aus Vestland, die im Herbst auf dem Kongsberg-Markt oder in Rauland verkauft werden sollen, weideten oft über den Sommer auf der Hardangervidda. Einige Pferde wurden bis nach Schweden und nach Nordnorwegen zum Verkauf gebracht. Bis zum Ende des 20. Jahrhunderts wurden Pferde von Lærdal und Nordfjord über die Berge zu den Märkten in Ostnorwegen getrieben. Auf dem Grundset-Markt und dem Markt von Levanger wurden viele Pferde über die Landesgrenze gehandelt.
Es gab Pferdemärkte in Oslo, ab 1640 in Kristiania und ab 1736 in Stortorvet, bis in die 1960er Jahre. In Kristiania standen auf dem Pferdemarkt vom Februar 1885 500 Pferde zum Verkauf. 1940 gab es in Norwegen 17 Pferdemärkte und 42 Pferderennen. 1940 fand der Pferdemarkt in Levanger zweimal statt. Die wertvollsten Pferde wurden in Zeitungsannoncen beworben.

### Australien

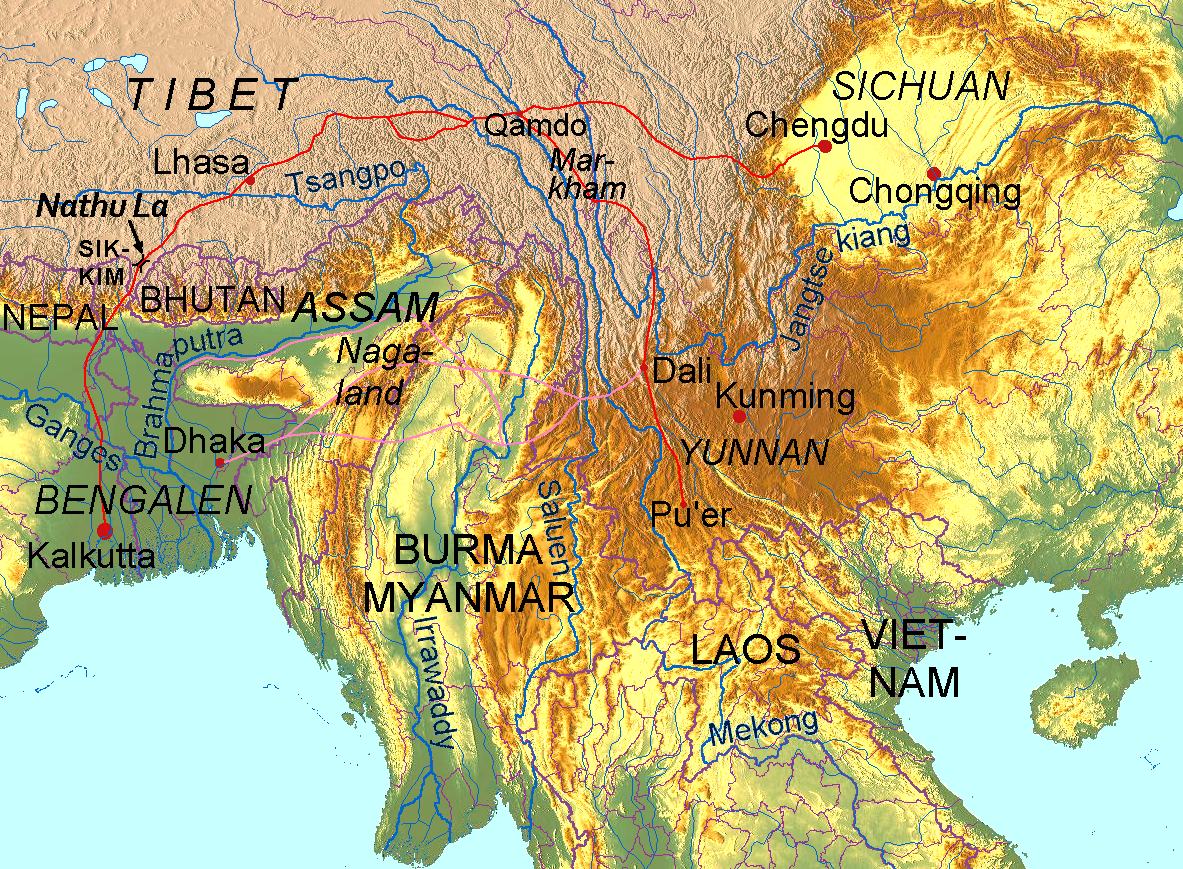
Tee-Pferde-Straße und südliche Routen nach Indien

In Australien gab es von 1868 bis 1887 in Adelaide in der Nähe der Town Hall in der Pirie Street den Tattersall's Horse Bazaar. Hier wurden Pferde und Wagen gehandelt. Es standen Mietstallungen für die kurzfristige Unterbringung und sichere Parkflächen für Kutschen zur Verfügung. Gleichnamige Unternehmen gab es in der Stephen Street in Melbourne und in Perth.

### Tibet und China
Während der Tang-Dynastie (618–907) entstand die Tee-Pferde-Straße, eine Handelsstraße zwischen Lhasa in Tibet und den südchinesischen Provinzen Yunnan und Sichuan. Es wurde Ziegeltee aus Yunnan gegen Pferde aus Tibet gehandelt. Ein Kriegspferd hatte den Gegenwert von 20 bis 60 kg Tee.
In der Song-Zeit zählten Kontrollposten bis zu 2000 Händler am Tag und zeitweise wurden bis zu 7.500 Tonnen Tee pro Jahr nach Lhasa gebracht. Die Mandschu-Herrscher (Qing-Dynastie) verboten 1735 den Import von Pferden und der Pferdehandel kam zum Erliegen.

### Indo-Afghanischer Pferdehandel

Herkunftsgebiete der Pferde in Zentralasiens (englischsprachige Beschriftung)

Indien (englischsprachige Beschriftung)

Im 18. Jahrhundert hatte Indien einen sehr großen Pferdebedarf. Deshalb war es Teil eines blühenden interregionalen Handelssystems, das von den Hochburgen der Pferdezucht in Zentralasien bis zum Mittleren Osten reichte.

#### Landweg
Der Großteil der Pferde wurde von Hirtennomaden der kasachischen Steppe im Süden Russlands, der turkmenischen Steppe östlich des Kaspischen Meeres und im afghanischen Turkestan gezüchtet. Indien war der wichtigste Absatzmarkt, dort waren vor allem Kriegspferde gefragt.
Darunter waren viele Turkmenen, aus dem Gebiet nördlich des Hindukusch um Balch und weiter unten an dem Fluss Amudarja sowie aus der Nähe von Andchoi und Maimana.
Im Sommer wurden die Pferde von afghanischen Händlern, entweder direkt, oder über Mittelsmänner auf den Märkten von Balch, Buchara und Herat, oder direkt von den züchtenden Nomaden erworben. Auch Karakol war ein Handelsplatz. In der Regel wurden die Pferde in einer eher schlechten Verfassung gekauft, zu etwas einem Viertel des Preises, den sie schlussendlich erbringen sollten. Deshalb wurden sie für 1–2 Monate auf den weiter südlich gelegenen fetten Weiden um Kabul und Kandahar aufgefüttert. Im Oktober und November schlossen sich die Händler den Karawanen der Handel treibenden Powindah-Nomaden an.
- Nördliche Landroute: Auf der nördlichen Route wurden Pferde über den Chaiber-Pass nach Hindustan gebracht. Nach der Überquerung des Gebirges weideten die Pferde in den ausgedehnten Ödlanden des Jullundur Doad, die durch die wiederkehrenden Überschwemmungen des Indus und seiner wilden Nebenflüsse Beas und Satluj entstanden. Auf diesem Schwemmland konnten die Händler ihre Pferde ohne großen Aufwand und ohne viel staatliche Einmischung rasten und fressen lassen. Anschließend wurden die Pferde verteilt auf die lokalen Märkte des Punjab, von Bhatinda, Rohilkhand, Bihar, Avadh, Varanasi, der Sonpur Mela und bis nach Hajipur im Osten.[71]

- Südliche Landroute: Für diesen Weg trieben die afghanischen Händler ihre großen Pferdeherden über das Suleiman-Gebirge, entweder über die südliche Route meist über den Bolan-Pass weiter über Bahawalpur nach Bikaner und versorgten so hauptsächlich Jaipur, das Dekkan, Tirupati und Arcot in Südindien.

Auf dem Weg verkauften die Händler einen Teil ihrer Tiere auf den lokalen Märkten und erwarben gleichzeitig neue Tiere der einheimischen Zuchtgebiete in Rajasthan, dem Punjab und Rohilkhand. Auf diese Weise wurden die regionalen Zuchten in den Fernhandel mit Zentralasien integriert. Für die einheimischen Zuchten von Sindh und Gujarat waren in Balotra und im November in Pushkar wichtige Märkte. Pushkar war der wichtigste Markt in Rajasthan, zu dem alljährlich rund 5000 Pferde gebracht wurden.
All diese Märkte wurden in wenigen Wochen entweder im Herbst, bei der Ankunft der fremden Pferde oder im Frühling, am Ende der Weidesaison, abgehalten, damit sie in den Zeitplan der Händler passten, so dass diese ohne großen Zeitverlust von einem Markt zum nächsten reisen konnten. Zum Beispiel folgte nach dem großen Markt von Pushkar 18 Tage später der Markt von Ummedganj, im 300 km nordwestlich gelegene Malwa, der den Hof von Kota mit Pferden versorgte. Neben Postdiensten versorgten die Händler ihre Kundschaft mit Neuigkeiten von den anderen Märkten. Um die Wende des 18. Jahrhunderts musste etwas mehr als 10 % des Verkaufspreises, den die Pferde erlösten, für Wegegelder bezahlt werden.

#### Seeweg
Der Handel über Land und der Seeweg ergänzten sich gegenseitig. Immer wenn eine Landroute durch politische Unruhen unterbrochen wurde, bot der Seeweg eine Ausweichmöglichkeit und umgekehrt.
Vor 1700 kamen zahlreiche Pferde auf dem Seeweg aus Fars, dem Irak oder aus Arabien nach Zentralasien.
Im 18. Jahrhundert wurde dagegen der Handel über den Persischen Golf eingeschränkt und verlor gegenüber dem Landweg an Bedeutung. Zu dieser Zeit stammte die Mehrheit der per Schiff transportierten Pferde nicht aus dem Mittleren Osten, sondern von Häfen aus Kathiawar, zum Beispiel aus Porbandar.
Mit dem Beginn des 19. Jahrhunderts nahm der Handel mit Pferden aus dem Iran nach Indien wieder zu, um den Bedarf der britischen Armee zu decken. Die Regierung in Madras kaufte die Pferde im nördlich gelegenen Porbandar und brachte sie per Schiff nach Bombay. Sie wurden entlang der Westküste nach Süden bis nach Mangalore und Kochi verschifft und von dort über Land nach Madras gebracht. Die Gegend von Madras und Arcot waren auch das Ziel der südlichen Überland-Routen. Gegen Ende des 19. Jahrhunderts nahm die Bedeutung der Märkte im nördlichen Teil des Dekkan zu, wohingegen die Märkte im südlichen Teil des Dekkan, wie Tirupati aufgrund politischer Instabilität abnahm. Der hohe Bedarf in Indien an guten Pferden war nur schwer zu decken.

#### Wirtschaftliche Bedeutung
In den 1770er Jahren schätzte der französische Reisende Comte de Modave die Zahl der jährlich vom Iran und Turkestan nach Indien importierten Pferde auf über 45 000–50 000, was einem Handelsvolumen von 20 Mio. Rs. entsprechen würde. Das wäre das Dreifache der gesamten Exporte von Bengalen nach Europa. Vermutlich ist diese Zahl zu hoch gegriffen und nur in einzelnen Jahren, wenn durch Epidemien oder große Kriege überdurchschnittlich viele Pferde verloren gingen, erreicht worden.
Realistischer sind vermutlich um die 16 Mio. Rs. für den Pferdehandel zwischen dem Iran und Turkestan auf der einen Seite und Indien auf der anderen Seite. Auch diese Zahl würde noch ein erhebliches Handelsvolumen im Vergleich zu den Exporten aus Bengalen darstellen.

### Indisch-kuwaitischer Pferdehandel
Bevor in Kuwait Erdöl entdeckt wurde, drehte sich der Handel zwischen Indien und Kuwait vorwiegend um Datteln und Rassepferde. Kuwaitische Seeleute wickelten den Handel zwischen dem Schatt al-Arab und den westlichen Häfen Indiens ab und brachten die Waren nach Indien. Der Pferdehandel endete 1945 nach dem Zweiten Weltkrieg. Danach begannen die Kuwaitis, in Indien mit Perlen zu handeln, und nahmen im Gegenzug Teakholz für den Schiffsbau mit.

### Militär
Das Militär war ein wichtiger Abnehmer von Pferden. So waren beispielsweise rund 14 bis 20 Millionen Pferde am Ersten Weltkrieg beteiligt, 1,5 Millionen davon auf deutscher Seite. Der Zweite Weltkrieg war der „größte Pferdekrieg der Geschichte“.
Für die Deckung des Pferdebedarfs des Militärs dienten unter anderem die Landgestüte in Deutschland, die Staatspferdezuchtanstalten in Österreich, die Haras Nationaux in Frankreich, die Nationalgestüte in Polen und Kroatien oder das Yeguada Militar de Jerez de la Frontera in Spanien.
Die Pferdeausfuhr war ein im 19. und frühen 20. Jahrhundert etablierter Begriff der Politik. Weil Pferde bedeutend für den Transport von Soldaten und Kanonen waren, galt die Pferdeausfuhr als Waffenexport und wurde vielfach eingeschränkt.
Es wurden Kriege geführt, um an Pferde zu gelangen, beispielsweise der Krieg der Himmlischen Pferde, von 104 bis 101 v. Chr., einer militärischen Auseinandersetzung zwischen der chinesischen Han-Dynastie und dem Volk der Dayuan. Der chinesische Kaiser Wu von Han hörte von den großen und starken Pferden (Himmlischen Pferden) der Dayuan, die sich gut als Kriegspferde eignen. Er entsandte eine Handelsmission mit dem Auftrag, solche Pferde zu erwerben, die jedoch scheiterte. Daraufhin veranlasste Kaiser Wu von Han zwei Feldzüge gegen die Dayuan. Nach ihrer Niederlage traten die Dayuan 3000 Pferde an die Han ab. Mit diesen Pferden verstärkten die Han ihre Kavallerie und konnten so die Xiongnu im Han-Xiongnu-Krieg besiegen.